# Beilstraße (Mannheim)

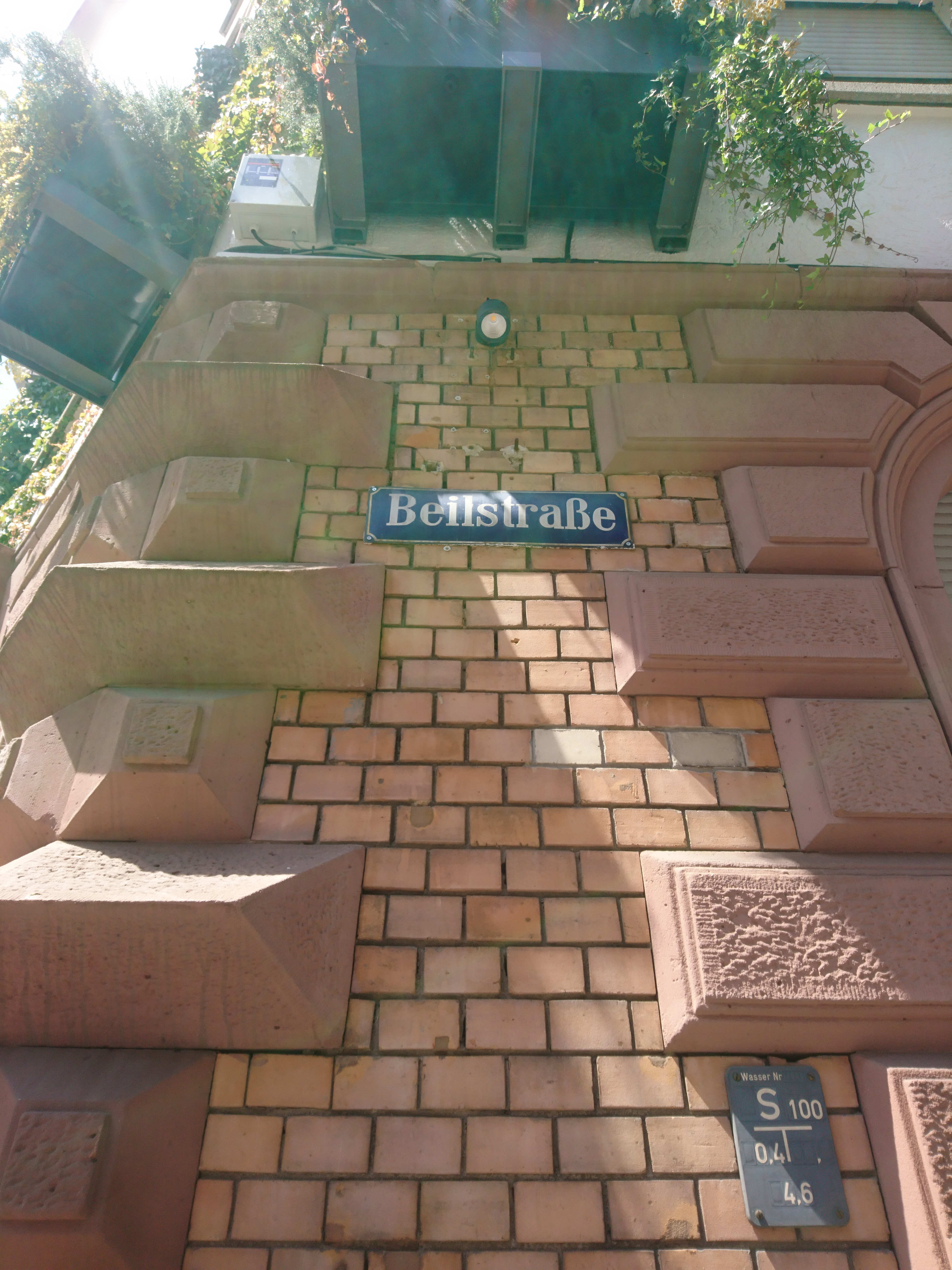
Straßenschild Beilstraße

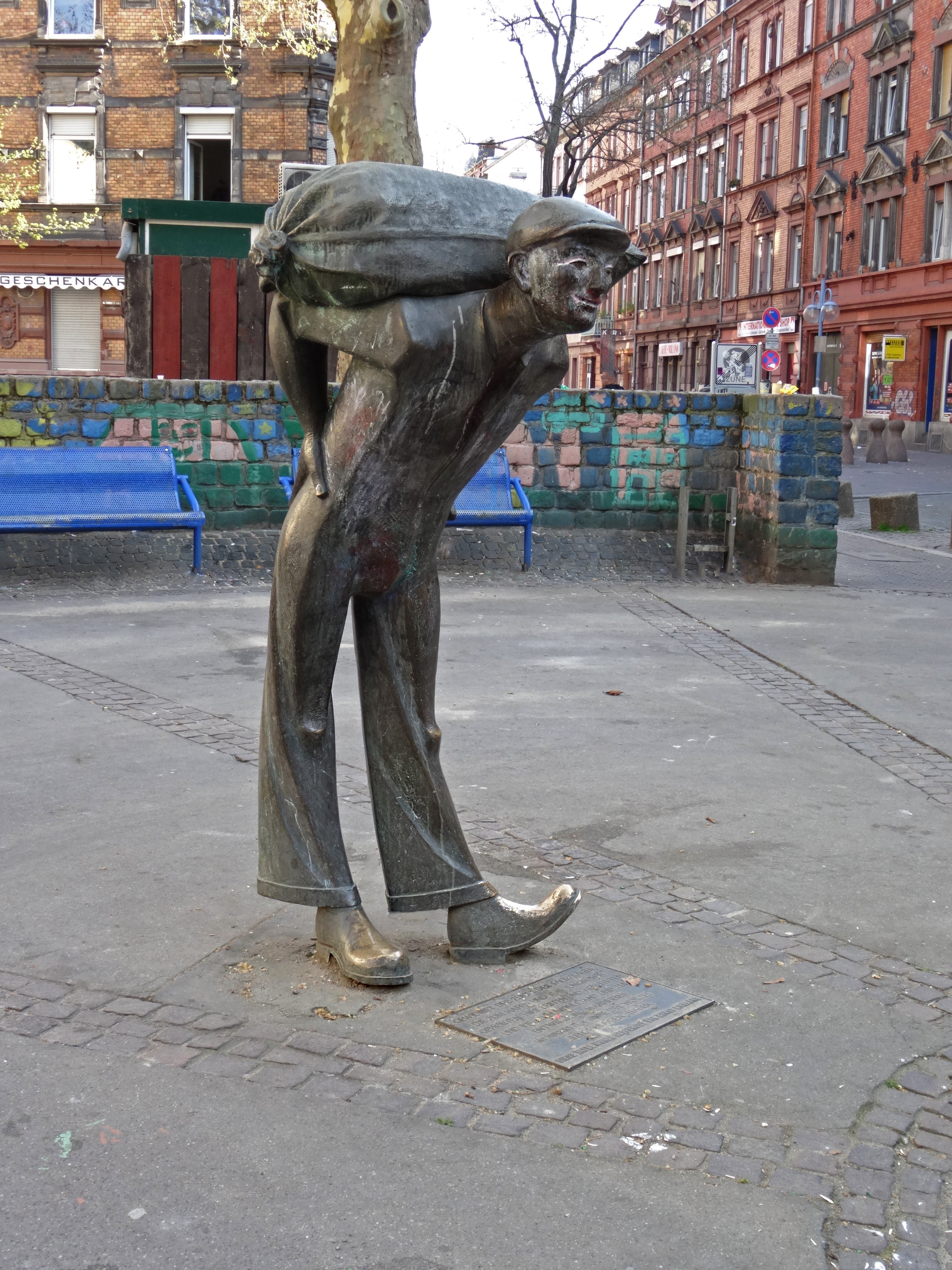
Das Sackträger-Denkmal in der Beilstraße

Die Beilstraße ist eine Straße in Mannheim. Sie beginnt in der Jungbuschstraße und endet in der Werftstraße im Stadtteil Jungbusch. Sie ist gekennzeichnet durch einen hohen Anteil von Altbauten, die den Zweiten Weltkrieg überstanden.

## Geschichte
Die Straße ist nach dem Schauspieler Johann David Beil (1754–1794) benannt. Er zählte neben August Wilhelm Iffland und Heinrich Beck zu den bedeutendsten Schauspielern des Mannheimer Hoftheaters (Nationaltheater) unter der Leitung des ersten Intendanten Wolfgang Heribert von Dalberg und prägte den Ruf des „Mannheimer Stils“.
Die Straße ist bereits auf dem Stadtplan von 1895 nachweisbar.
Am 17. September 1983 weihte Oberbürgermeister Gerhard Widder das von Gerd Dehof geschaffene Sackträger-Denkmal ein. Es ist den ehemals im Hafengebiet arbeitenden „Sackträgern“ gewidmet. Diese Hafenarbeiter (Schauerleute) prägten das Hafengebiet im Jungbusch bis in die 1950er Jahre.